# Savigny (Rhône)
Savigny ist eine französische Gemeinde mit 1.970 Einwohnern (Stand: 1. Januar 2022) im Département Rhône in der Region Auvergne-Rhône-Alpes. Sie gehört zum Arrondissement Villefranche-sur-Saône und zum Kanton L’Arbresle. Die Einwohner werden Savignois genannt.

## Geographie
Savigny liegt etwa 20 Kilometer westnordwestlich von Lyon an der Trésoncle in der Landschaft Beaujolais und gehört zum Weinbaugebiet Coteaux du Lyonnais. Umgeben wird Savigny von den Nachbargemeinden Bully im Norden, L’Arbresle im Nordosten, Sain-Bel im Osten, Chevinay im Südosten, Bessenay im Süden, Bibost im Süden und Südwesten, Saint-Julien-sur-Bibost im Südwesten, Ancy im Westen sowie Saint-Romain-de-Popey im Nordwesten.

## Bevölkerungsentwicklung
| Jahr                       | 1962 | 1968 | 1975 | 1982 | 1990 | 1999 | 2006 | 2012 | 2020 |
| -------------------------- | ---- | ---- | ---- | ---- | ---- | ---- | ---- | ---- | ---- |
| Einwohner                  | 960  | 1001 | 1137 | 1359 | 1535 | 1797 | 1962 | 1963 | 1988 |
| Quellen: Cassini und INSEE |      |      |      |      |      |      |      |      |      |

## Sehenswürdigkeiten
- Die Kirche St. André mit einer hölzernen Statue der Jungfrau Maria aus dem 13. Jahrhundert[1] gehört seit 2001 mit acht weiteren Kirchen zur Pfarrgemeinde Notre Dame de la Brévenne im Archidiakonat Rhône-Vert.[2]
- Wehrhaus Le Péage
- Teile der Stadtbefestigung
- Drei Herrenhäuser und ein 20 Meter hoher Donjon

## Gemeindepartnerschaft
Mit der deutschen Gemeinde Berching in der Oberpfalz (Bayern) besteht seit 1972 eine Partnerschaft der Pfarreien. Am 13. Mai 1994 vereinbarten die Bürgermeister  aus beiden Gemeinden eine offizielle Partnerschaft mit Stadt Berching. Eine weitere Partnerschaft besteht seit 1997 mit der rumänischen Gemeinde Roșia de Secaș in Siebenbürgen.